# Хуторо-Гошівська сільська рада
Хуторо-Гошівська сільська рада — колишня адміністративно-територіальна одиниця та орган місцевого самоврядування у Овруцькому районі Волинської округи, Київської й Житомирської областей Української РСР з адміністративним центром у селі Хутір-Гошів.

## Населені пункти
Сільській раді на час ліквідації були підпорядковані населені пункти:
- с. Млини;
- с. Павлюки;
- с. Семени;
- с. Титянчуки;
- с. Хутір-Гошів.

## Історія та адміністративний устрій
Створена 21 жовтня 1925 року в складі хуторів Млини, Німці, Павлюки, Семени під загальною назвою Гошівські хутори (Хутір-Гошів) Гошівської сільської ради Овруцького району Волинської округи. На 1 жовтня 1941 року як єдина адміністративна одиниця не значилася: до 1943 року існували окремі Гошіво-Млинська, Гошіво-Німецька та Гошіво-Семенівська сільські управи. З 1946 року відновлено назву Хуторо-Гошівська.
Станом на 1 вересня 1946 року сільська рада входила до складу Овруцького району Житомирської області, на обліку в раді перебували села Млини, Семени та Хутір-Гошів.
Станом на 10 лютого 1952 року в підпорядкуванні значився х. Титянчуки. Не пізніше 1954 року х. Німці злився із с. Павлюки.
Ліквідована 11 серпня 1954 року, відповідно до указу Президії Верховної ради Української РСР «Про укрупнення сільських рад по Житомирській області», територію та населені пункти ради приєднано до складу Ігнатпільської сільської ради Овруцького району Житомирської області.